# Ameca splendens
Ameca splendens è un piccolo pesce d'acqua dolce, unico esponente del genere Ameca, appartenente alla famiglia Goodeidae.

## Distribuzione e habitat
Questi pesci erano diffusi in Messico, nella regione di Jalisco, nel bacino del fiume Rio Ameca.

## Descrizione
Ameca splendens presentano un corpo allungato, piuttosto compresso ai fianchi, con profili dorsale e ventrale accentuati e peduncolo caudale allungato. La pinna caudale è ampia e a delta. I maschi hanno le pinne (soprattutto la dorsale) più sviluppate. La livrea prevede un colore di fondo che varia dal grigio azzurro al giallo con riflessi metallici. Lungo i fianchi piccole macchie nere, che nel maschio tendono a formare una larga fascia orizzontale nera, mentre nelle femmine sono più disperse. Le pinne possono essere trasparenti, tendenti al giallo e marezzate di nero: la pinna caudale nel maschio presenta un orlo giallo, bordato verso l'interno di nero. 

Le dimensioni si attestano sugli 8 cm per i maschi e 12 cm per le femmine.

## Riproduzione
Il maschio per corteggiare la femmina letteralmente vibra vicino alla femmina, e lei sceglie il maschio che "vibra meglio". Fra i vari maschi si notano delle sfide, ma i pesci ne escono illesi. Sono pesci vivipari: la femmina non ha la capacità di conservare lo sperma del maschio come accade in alcuni Pecilidi, per cui è necessaria una fecondazione per ogni parto. Dopo circa 3 mesi di gestazione la femmina partorisce una ventina di avannotti di oltre 1 cm, già formati ed autonomi. Non sono presenti cure parentali.

## Rischio di estinzione
Ameca splendens è inserito nella IUCN Red List con la voce estinto in natura: dal 1996 è infatti estinto nei luoghi d'origine a causa dell'industrializzazione che ha compromesso il suo habitat naturale.

## Acquariofilia
Ormai praticamente estinto in natura, è allevato a livello intensivo in Florida per il commercio acquariofilo. È altresì diffuso tra gli appassionati di tutto il mondo.